# Dysprosium-156
Dysprosium-156 of 156Dy is een stabiele isotoop van dysprosium, een lanthanide. Het is een van de zeven stabiele isotopen van het element, naast dysprosium-158, dysprosium-160, dysprosium-161, dysprosium-162, dysprosium-163 en dysprosium-164. De abundantie op Aarde bedraagt 0,06%. 
Dysprosium-156 ontstaat onder meer bij het radioactief verval van terbium-156 en holmium-156.
{\displaystyle {\ce {{^{156}_{65}Tb}->{^{156}_{66}Dy}+{e^{-}}+{\bar {\nu }}_{e}}}}
 
{\displaystyle {\ce {{^{156}_{67}Ho}->{^{156}_{66}Dy}+{e^{+}}+{\nu }_{e}}}}
Men vermoedt dat de isotoop via alfaverval vervalt naar de radio-isotoop gadolinium-152 of via dubbel bètaverval tot de stabiele isotoop gadolinium-156. 
{\displaystyle {\ce {{^{156}_{66}Dy}->{^{152}_{64}Gd}+\,_{2}^{4}\alpha }}}
 
{\displaystyle {\ce {{^{156}_{66}Dy}->{^{156}_{65}Tb}+{e^{+}}+{\nu }_{e}}}}
{\displaystyle {\ce {{^{156}_{65}Tb}->{^{156}_{64}Gd}+{e^{+}}+{\nu }_{e}}}}
Dysprosium-156 heeft echter een halfwaardetijd van meer dan 1018 jaar. Aangezien dit vele malen groter is dan de leeftijd van het universum kan de isotoop de facto als stabiel beschouwd worden.
138Dy · 139Dy · 140Dy · 140mDy · 141Dy · 142Dy · 143Dy · 143mDy · 144Dy · 145Dy · 145mDy · 146Dy · 146mDy · 147Dy · 147m1Dy · 147m2Dy · 148Dy · 149Dy · 149mDy · 150Dy · 151Dy · 152Dy · 153Dy · 154Dy · 155Dy · 155mDy · 156Dy · 157Dy · 157m1Dy · 157m2Dy · 158Dy · 159Dy · 159mDy · 160Dy · 161Dy · 162Dy · 163Dy · 164Dy · 165Dy · 165mDy · 166Dy · 167Dy · 168Dy · 169Dy · 170Dy · 171Dy · 172Dy · 173Dy · 174Dy